# 番紅花米布丁
番紅花米布丁（土耳其語：Zerde）為發源於美索不達米亞的甜品，其以稻米為食材基底，並加上番紅花染成金黃色外觀的甜布丁。它同時也是一道於喜慶時常見的飯後點心，諸如在婚禮、出生慶祝活動以及穆哈蘭姆月前十天的慶典裡普遍可見到番紅花米布丁的身影。
現今番紅花米布丁在土耳其稻米盛產地區廣受歡迎，於餐館或是甜品店內皆隨處可見，东色雷斯的埃迪尔内省為土耳其傳統稻田的主要產地，當地的稻米產量幾乎佔了全國總數的一半。土耳其各地對番紅花米布丁的作法與調味略有不同，民眾會依據當地所盛產的果類將配方稍作調整。
此外和一般的米布丁相異，番紅花米布丁於製作過程中會加入水來代替通常使用的牛奶 。一份番紅花米布丁的熱量大約有215卡路里 。